# قارب بن عبد الله
قارب بن عبد الله الدؤلي المعروف بـ قريب مولى الحسين، قُتل معه في معركة كربلاء.

## النسب
كانت فكيهة، وهي أُم قارب، خادمة تعمل في بيت الرباب بنت امرؤ القيس زوجة الحسين. كان قارب يعتبر خادماً ومولى للحسين.

## في معركة كربلاء
عندما رفض الحسين تقديم البيعة ليزيد، قرر مغادرة المدينة المنورة، في رحلة من المدينة المنورة إلى مكة، ومن هناك إلى كربلاء، حيث رافقهُ قارب، وقيل إنه قتل في أول هجمة من الجيش الأمويّ، قبل ظهيرة عاشوراء.
وجاء في زيارة مقامه: «السلام على قارب مولى الحسين بن علي» من جملة السلام على العديد من الشخصيات والموالي حسب المصادر الشيعية.